# Blockbuster (empresa)
Blockbuster LLC, coneguda com a Blockbuster Video, va ser una franquícia estatunidenca de videoclubs, especialitzada en el lloguer de cinema i videojocs a través de botigues físiques, serveis per correu i vídeo sota demanda. Va ser fundada el 1985 per David Cook i va créixer notablement durant la dècada del 1990. Més tard, va ser adquirida per Viacom i va arribar a controlar el 25 % de la quota de mercat mundial de videoclubs. El 2004 ja hi havia més de 9000 establiments a escala mundial.
Durant la dècada del 2000, l'empresa es va començar a veure llastrada per les noves formes de consum electrònic com el lloguer per correu de Netflix, la guerra de preus del DVD, la infracció de drets d'autor i, finalment, els serveis de vídeo sota demanda en internet. El 2010 va declarar-se la fallida amb un deute superior als 1.000 milions de dòlars. Tot i que Dish Network va apoderar-se de l'empresa per convertir-la en un servei de streaming, els plans no van funcionar i les 300 botigues pròpies que encara operava la companyia van ser tancades el gener de 2014, i només en queda una a Bend, Oregon (EUA), la qual manté la marca gràcies a un acord específic amb Dish.

## Història
«Blockbuster Video» va ser fundada el 1985 per David Cook, responsable d'una empresa de programari per a companyies petrolieres a Texas, Estats Units. Quan aquest sector va començar a decaure durant la dècada del 1980, i aconsellat per la seva muller Sandy, Cook va utilitzar els seus coneixements sobre bases de dades per crear una franquícia de lloguer de cinema domèstic.
El primer videoclub Blockbuster va obrir les portes a Dallas, el 19 d'octubre de 1985. Per distingir-se de la competència, el seu establiment va adaptar-se a la demanda amb un catàleg més ampli (amb més de 6.500 referències), lloguers més llargs perquè els clients poguessin emportar-se diverses cintes, i un major control d'inventari a través del seu propi sistema automatitzat, amb el qual detectava les preferències dels consumidors. En menys de dos anys Blockbuster ja comptava amb 15 locals propis i 20 franquiciades.
El 1987, Cook va vendre una participació majoritària de Blockbuster a un grup inversor liderat per Wayne Huizenga, per 18 milions de dòlars i un percentatge sobre els beneficis. A més de mantenir les idees del fundador, Huizenga va dissenyar un agressiu pla d'expansió per convertir a Blockbuster en el referent dels videoclubs. Entre altres mesures, Huizenga va adoptar un nou sistema de distribució, va realitzar compres a franquícies rivals, i va aconseguir nombrosos acords amb productores de cinema directe per vídeo. A més de convertir-ho en un negoci rendible, el 1989 s'havien superat els 1.000 establiments i el 1990 es va iniciar l'expansió internacional amb obertures a Europa i Amèrica Llatina.
El 1993, Huizenga va proposar una fusió per intercanvi d'accions a Viacom perquè poguessin finançar la compra de Paramount Communications amb el seu flux de caixa. No obstant això, els accionistes del grup ho van portar a judici i l'operació va estar bloquejada durant un any fins que un jutge la va autoritzar. En aquell moment, Blockbuster cotitzava les accions a 27,50 dòlars i, al llarg del temps, aquestes arribarien a situar-se en 55 dòlars. Finalment, el 1994, Viacom va adquirir Blockbuster per més de 7.700 milions de dòlars. Dos anys després, Blockbuster va perdre la meitat del seu valor a causa d'una expansió desmesurada i a un canvi en l'estratègia de vendes.
El 1997, la junta directiva va nomenar conseller delegat a John Antioco, qui va recuperar, amb èxit, el negoci cap al lloguer de pel·lícules, primer en VHS i després en DVD. Un any després, Blockbuster encara controlava el 25 % del negoci mundial, en part gràcies a un nou acord de distribució de beneficis amb les grans productores, i Viacom va fer una oferta pública de venda que va recaptar més de 465 milions de dòlars.
L'any 2000, Blockbuster va tenir l'oportunitat d'haver comprat Netflix, aleshores un servei de lloguer a domicili d'una mica més de 50 milions de dòlars. No obstant això, Antioco ho va rebutjar perquè veia més rendible que els clients es moguessin fins als locals per recollir les pel·lícules. Quatre anys després, Netflix va acabant superant el milió de subscriptors i Blockbuster va haver de llançar un servei híbrid de lloguer en línia, Blockbuster Total Access, el resultat del qual va ser molt deficitari tot i l'alt nombre d'usuaris.
Quan el negoci dels videoclubs va començar a fallir, el 2004, en bona part per la guerra de preus del DVD als supermercats i per la televisió per cable, Viacom va posar a la venda Blockbuster després d'haver registrat pèrdues superiors als 300 milions de dòlars. No obstant això, el grup encara era líder mundial del sector amb més de 9000 establiments. És per això que l'inversor Carl Icahn va adquirir participacions de l'empresa amb l'esperança de poder controlar-la.

### Fallida de Blockbuster

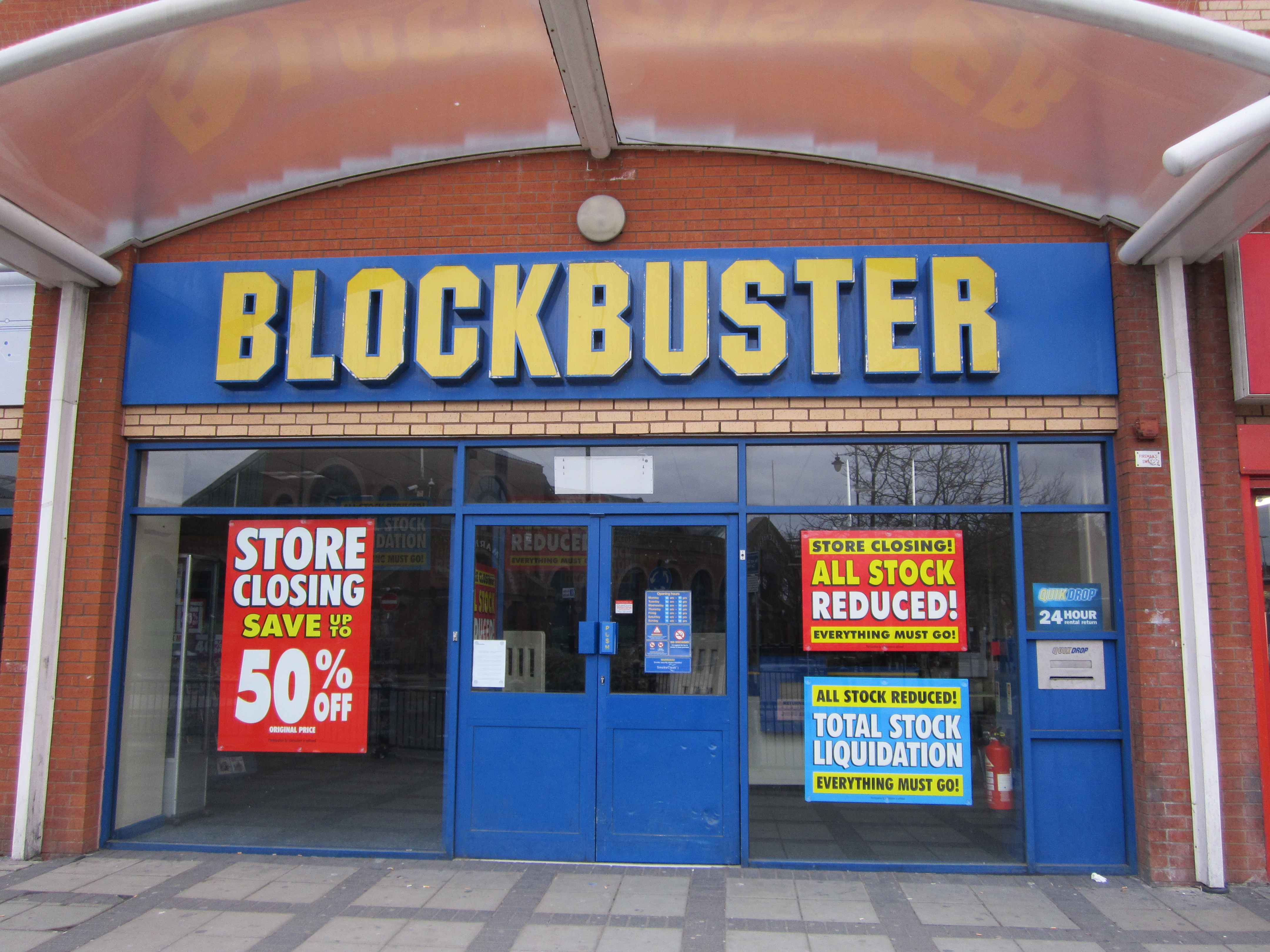
Liquidació per tancament del Blockbuster de Birkenhead, Regne Unit.

Des de mitjans de la dècada del 2000, Blockbuster no va saber afrontar l'obsolescència del format físic enfront de noves formes de consum com, per exemple, la televisió per cable, els quioscos d'autoservei, el vídeo sota demanda i, fins i tot, la infracció de drets d'autor, davant les quals no havia previst una estratègia. En alguns països com Espanya i l'Equador es va retirar immediatament del mercat, mentre que en uns altres com Mèxic i Argentina va haver de redimensionar-se.
El 2007, Antioco va dimitir i va ser reemplaçat per James W. Keyes, anterior responsable de 7-Eleven. Com que Blockbuster ja estava en números vermells, quan Keyes va arribar, va centrar-se a reduir costos d'administració, a salvar només les botigues físiques més rendibles i a apostar pel lloguer de videojocs, la qual cosa va comportar també un ajornament de l'estratègia digital. El sistema de lloguer en línia va ser redissenyat i amb prou feines es va avançar en matèria de vídeo sota demanda, un mercat en el qual Hulu i Netflix ja li havien guanyat terreny. El 2010, com a últim recurs, el grup va recuperar les penalitzacions per demora que havia eliminat cinc anys enrere.
El 23 de setembre de 2010, Blockbuster va declarar la fallida mitjançant el capítol 11 de la Llei de Fallides dels Estats Units. En aquell moment encara quedaven obertes més de 3.000 botigues als Estats Units. Malgrat diversos intents per reestructurar el seu deute, el març de 2011, el Departament de Justícia dels Estats Units va dictaminar que l'empresa havia de ser liquidada.

### Desaparició

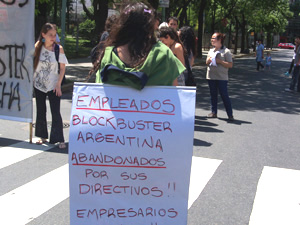
Manifestació d'empleats de Blockbuster a Palerm, Buenos Aires, pel tancament sistemàtic de sucursals.

L'abril del 2011, Blockbuster va ser absorbida per Dish Network, el major proveïdor de televisió de pagament dels Estats Units, per 320 milions de dòlars. El seu objectiu inicial era complir el tancament gradual dels 1.700 locals físics que encara quedaven i conservar la marca per llançar un servei de vídeo sota demanda que competís amb Netflix. No obstant això, els plans no van prosperar i dos anys després es va anunciar el tancament complert de tots els videoclubs a partir del gener de 2014.
Els 300 locals dels Estats Units van ser clausurats, però Dish Network va permetre que, mitjançant un acord comercial, alguns dels franquiciats poguessin continuar sota la marca Blockbuster. A finals del 2017, encara romanien oberts onze videoclubs Blockbuster als Estats Units: set d'ells a Alaska, on les tarifes d'internet són més cares que en la resta del país; tres a Oregon, i l'últim a Edinburg, Texas. El juliol de 2018 tan sols quedava obert el Blockbuster de Bend, Oregon, que funciona com a atracció turística i ja no pertany a Dish.
A la resta de països, la marca va tenir la mateixa sort, en aquest cas sense que Dish els cedís el nom. A Mèxic, el grup Salines va canviar el nom de tots els establiments a The B-Store, el 2015, encara que a l'any següent acabarien desapareixent per complert.

## Model de negoci
Des de 1987, Blockbuster es va dedicar a absorbir cadenes de videoclubs i va anul·lar a la competència fragmentada gràcies al seu major catàleg: mentre un videoclub tradicional comptava amb 500 referències, la multinacional exposava més de 5.000 en cada local. La raó és que a diferència dels videoclubs petits, que pagaven 70 dòlars per cinta, Blockbuster arribava a acords directes amb les productores i obtenia les pel·lícules a menor cost, es quedava amb el 60 % dels ingressos i aportava el 40 % restant de cada títol al productor. De la mateixa manera, Blockbuster exposava tot el seu catàleg a les prestatgeries mentre que la competència solia tenir-les darrere de l'aparador.
Tot i que les relacions amb els grans estudis eren les més importants, la majoria d'acords als quals arribava Blockbuster eren amb productores de sèrie B o de productores de pel·lícules distribuïdes directament per vídeo, les quals, durant la dècada del 1980, representaven el 70 % dels lloguers.
D'altra banda, les cintes originals de vídeo (VHS i Betamax) eren bastant cares, especialment les estrenes, per la qual cosa a la gent li resultava més rendible llogar. Tot això va canviar amb la guerra de preus del DVD i el vídeo sota demanda. La base de dades establerta per Cook recollia estadístiques de les cintes més llogades i permetia que els usuaris poguessin fer noves compres. També ajudava a controlar l'inventari i les demores en devolucions.
L'oferta de pel·lícules era similar a la de qualsevol altre videoclub, per la qual cosa les estrenes tenien major prioritat; amb el pas del temps, les còpies sobrants i les retirades de les sales es posaven a la venda.
Blockbuster estava dirigida, específicament, a un públic familiar, per la qual cosa cap tenda podia comercialitzar cinema porno per política empresarial.

## Presència internacional

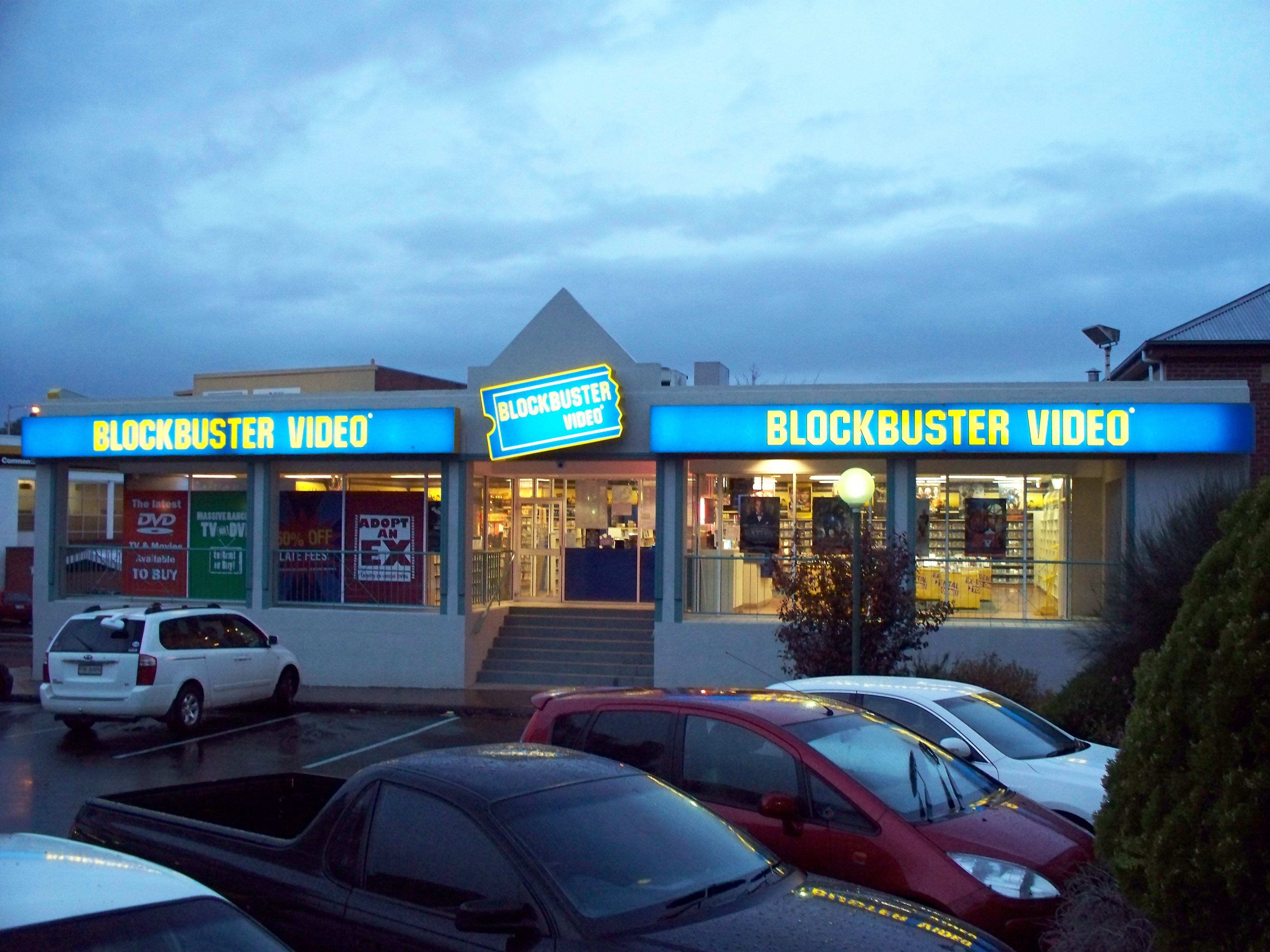
Blockbuster en Hobart, Austràlia.

El 1989, Blockbuster va iniciar la seva expansió internacional al Regne Unit mitjançant la compra de Ritz Video, un dels majors videoclubs d'Europa. El primer local sota el nou nom va obrir en Walworth Road, al sud de Londres. Tres anys després, va aconseguir el control de Citivision per 135 milions de dòlars, i va arribar a un acord amb Philips Electronics perquè entressin en l'accionariat. A finals de 1995, ja s'havien superat els 1.400 establiments fora dels Estats Units.
Els següents països que van obrir videoclubs Blockbuster van ser Canadà (1989), Japó (1991) i Mèxic (1991), aquest últim convertint-se en el primer país hispanoparlant amb aquesta franquícia. La majoria d'expansions es feien a través de la compra d'altres franquícies ja establertes als seus respectius països.
Als països de parla hispana, l'ordre d'implantació va ser el següent: el 1991, Mèxic; el 1992, Xile, Espanya i Veneçuela; el 1995, Argentina, Colòmbia, Equador, El Salvador, Panamà i el Perú; i, finalment, el 1998, Uruguai. A Espanya, la cadena va marxar el 2006 a conseqüència de la pirateria, mentre que en altres països va anar tancant al llarg de la dècada del 2010. Les 263 botigues de Mèxic que encara quedaven el 2015 van ser canviades pel nom de The B-Store, si bé la nova marca només va poder aguantar un any fins al cessament d'operacions.